# ペーター・ホフマン
ペーター・ホフマン（Peter Hofmann, 1944年8月22日 - 2010年11月30日）は、ドイツのテノール歌手。

## 人物
チェコ（当時ナチス・ドイツの保護領）のマリエンバートに生まれる。1972年にリューベック市立歌劇場で『魔笛』のタミーノ役でデビュー。1976年にはバイロイト音楽祭にデビューし、その後ヴァーグナー作品の諸役を歌って高く評価され、カラヤンの指揮する『パルジファル』のCDでタイトル・ロールを歌う等、ルネ・コロ、ジークフリート・イェルザレムとともに、20世紀終盤を代表するヘルデンテノールとして活躍する。
1980年代からは少年時代から好きであったロックのCDも出し、大いに人気を博したが、1980年代の終盤頃からしばしばその歌唱は不調に見舞われ、不安定なものとなることがあり、評論家たちは「ロックを歌って発声を崩した」と批判した。なかには「堕ちたヘルデン・テノール」と呼んだ者もいたが、のちにパーキンソン病であったことが判明し、歌唱の不調もこの病によるものであったと考えられている。
その後、引退し、闘病生活を送っていたが、2010年11月30日にゼルプで死去した。